# Kocham Lucy
Kocham Lucy (ang. I Love Lucy) – amerykański czarno-biały sitcom emitowany od 15 października 1951 do 6 maja 1957 na antenie CBS. W serialu w rolach głównych występowali Lucille Ball, Desi Arnaz, Vivian Vance i William Frawley.
Serial opowiadał o życiu Lucy Ricardo (w tej roli Ball) – młodej gospodyni domowej z klasy średniej, mieszkającej w Nowym Jorku. Kobieta marzy o karierze w showbiznesie i jest zdeterminowana, aby spełnić swoje marzenie.
Był to pierwszy serial w tym kraju kręcony na taśmie 35 mm przed publicznością studyjną oraz drugi wyprodukowanym na potrzeby telewizji.
Serial był wielokrotnie nominowany do Nagrody Emmy. Łącznie został nagrodzony 4 Primetime Emmy Awards w latach: 1953, 1954 (dwukrotnie) i 1956.
I Love Lucy był najczęściej oglądanym programem w Stanach Zjednoczonych. Cztery z sześciu sezonów kończyły się w momencie zajęcia szczytowych miejsc rankingów Nielsena.
W 2012 roku został wybrany „Najlepszym programem telewizyjnym wszech czasów” w ankiecie przeprowadzonej przez magazyn ABC News i magazynu People.
Pierwszy sezon serialu był emitowany w TVP2 w latach 90.

## Fabuła

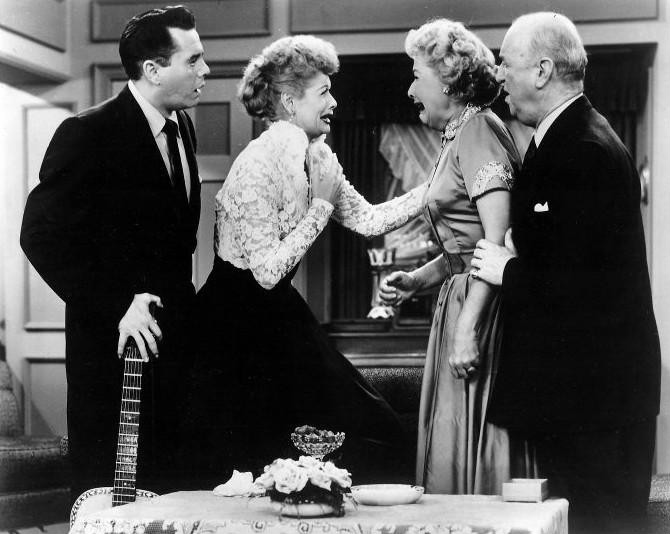
Scena z serialu (1955 r.)

Ricky Ricardo bardzo kocha swoją żonę Lucy. Byłby jednak bardziej szczęśliwy, gdyby jego żona była po prostu zwyczajną gospodynią domową. Jednak Lucy co chwilę wpadają inne dziwne i zwariowane pomysły do głowy, które przewracają dom do góry nogami.
Akcja przedstawiała zazwyczaj kolejne pomysły Lucy, która pragnęła wystąpić u boku swego męża Ricky'ego Ricardo (w tej roli Arnaz) w jego nocnym klubie.
Sąsiadami, przyjaciółmi, a zarazem zaangażowanymi w szalone pomysły Lucy, byli Ethel i Fred Mertz (w tej roli Vance i Frawley) – dawne gwiazdy wodewilu.
W drugim sezonie pojawia się syn Lucy i Ricky'ego – Ricky Ricardo Jr. („Mały Ricky”).

## Główne role
- Lucille Ball – Lucille Esmeralda „Lucy” McGillicuddy Ricardo (wszystkie 181 odcinków)
- Desi Arnaz – Enrique Alberto Fernando y de Acha „Ricky” Ricardo III, mąż Lucy (181)
- William Frawley – Frederick „Fred” Hobart Mertz, mąż Ethel i sąsiad Ricardów (180)
- Vivian Vance – Ethel Mae Potter Mertz (alternatywnie „Ethel Louise” lub „Ethel Roberta”), żona Freda i sąsiadka Ricardów (180)
- Jerry Hausner – Jerry, agentt Ricky'ego (14)
- Mary Jane Croft – Cynthia Harcourt (koleżanka Lucy), Evelyn Bigsby (epizod „Return Home from Europe”), a później Betty Ramsey (sąsiadka w Connecticut) (7)
- Joseph A. Mayer – mały „Ricky” Ricardo #1 (32)
- Michael Mayer – mały „Ricky” Ricardo #2 (32)
- Richard Keith – mały „Ricky” Ricardo #3 (24)
- Bennett Green – posłaniec (22)
- Hazel Pierce – gość na przyjęciu (19)
- Louis Nicoletti – kelner (16)
- Elizabeth Patterson – pani Trumbull (11)
- Frank Nelson – Freddie Fillmore (11)
- Doris Singleton – Caroline Appleby (10)
- Barbara Pepper – gość na przyjęciu (10)
- Kathryn Card – Pani McGillicuddy, matka Lucy (9)
- Richard Reeves – Bill Foster (9)
- Bob Jellison – Bobby „the Bellboy” (7)

W mniejszych rolach i epizodach wystąpili m.in.: John Wayne, William Holden, Bob Hope, Richard Crenna, Rock Hudson, Harpo Marx, Orson Welles, Charles Boyer, Richard Widmark, Aaron Spelling.

## Adaptacje
Na licencji tego serialu powstały polskie seriale Kocham Klarę oraz Sąsiedzi.